# Bryoptera canitiata
Bryoptera canitiata är en fjärilsart som beskrevs av Achille Guenée 1858. Bryoptera canitiata ingår i släktet Bryoptera och familjen mätare. Inga underarter finns listade i Catalogue of Life.